# Francesco Montenegro
Francesco Montenegro (n. Mesina, Sicilia, Italia, 22 de mayo de 1946) es un cardenal italiano, actual Arzobispo emérito de Agrigento.

## Biografía
Cursó el bachillerato y la licenciatura en filosofía y teología en el Seminario Arquidiocesano "San Pío X" en Mesina.
Fue ordenado sacerdote el 8 de agosto de 1969, siendo incardinado a la Arquidiócesis de Mesina. Ejerció su ministerio sacerdotal en un área periférica de la ciudad entre 1971 y 1988 y, más tarde, fue secretario particular de los Arzobispos Francesco Fasola e Ignazio Cannavò. Entre 1988 y 1998, fue párroco de la parroquia de San Clemente en Mesina y a partir de 1988, fue director de Cáritas diocesana, delegado regional de Cáritas y representante regional da Cáritas Nacional.
También ocupó los siguientes cargos: profesor de Religión, asistente diocesano para el Centro Deportivo Italiano, director diocesano del Apostolado de la Oración, Mansionario del Capítulo del Archimandritato del Santissimo Salvatore, rector del Santuario de la Iglesia de Santa Rita y director espiritual del Seminario Menor. También fue miembro del Consejo Presbiteral. De 1997 a 2000, fue provicario general de la Arquidiócesis de Mesina-Lipari-Santa Lucia del Mela y, desde 1998, canónigo del capítulo de la catedral protometropolitana de Mesina.
Elegido obispo titular de Aurusuliana y nombrado obispo auxiliar de Mesina-Lipari-Santa Lucia del Mela el 18 de marzo de 2000, fue consagrado el 29 de abril, por Giovanni Marra, arzobispo de Mesina-Lipari-Santa Lucia del Mela, asistido por Ignazio Cannavò, arzobispo emérito de Mesina-Lipari-Santa Lucia del Mela y por Francesco Sgalambro, obispo de Cefalù. De mayo de 2003 a mayo de 2008, fue presidente de Caritas Italiana.
Promovido para la sede metropolitana de Agrigento, el 23 de febrero de 2008, recibió el palio por parte del Papa Benedicto XVI el 29 de junio de 2008, en la Basílica de San Pedro. En la Conferencia Episcopal Italiana, desde 2013, es el presidente de la Comisión Episcopal para las Migraciones y presidente de la Fundación "Migrantes". Ha estado involucrado en los esfuerzos para ayudar a decenas de miles de inmigrantes que atraviesan el Mediterráneo y desembarcaran en las islas italianas de Lampedusa y Sicilia como una etapa de sus peligrosos viajes hacia Europa. El arzobispo Montenegro acompañó al Papa Francisco cuando visitó Lampedusa en julio de 2013, su primer viaje oficial fuera de Roma.
El 4 de enero de 2015, el Papa Francisco anunció su creación como cardenal, en el Consistorio Ordinario Público de 2015. Fue creado cardenal presbítero de los Santos Andrés y Gregorio del Monte Celio, recibiendo la birreta y el anillo cardenalicio el 14 de febrero.
El 17 de marzo de 2015 fue nombrado miembro del Pontificio Consejo Cor Unum y del Pontificio Consejo para la Pastoral de los Emigrantes e Itinerantes.
El 22 de mayo de 2021 fue aceptada su renuncia al gobierno pastoral de la Archidiócesis de Agrigento por límite de edad.
El 27 de julio de 2021 fue nombrado miembro de la Congregación para las Causas de los Santos usque ad octogesimum annum aetatis; y el 27 de julio, miembro del Dicasterio para el Servicio del Desarrollo Humano Integral usque ad octogesimum annum aetatis.
El 19 de junio de 2023 fue nombrado administrador apostólico sede vacante de la Eparquía de Piana de los Albaneses.